# Звезда мирового спорта года по версии Би-би-си

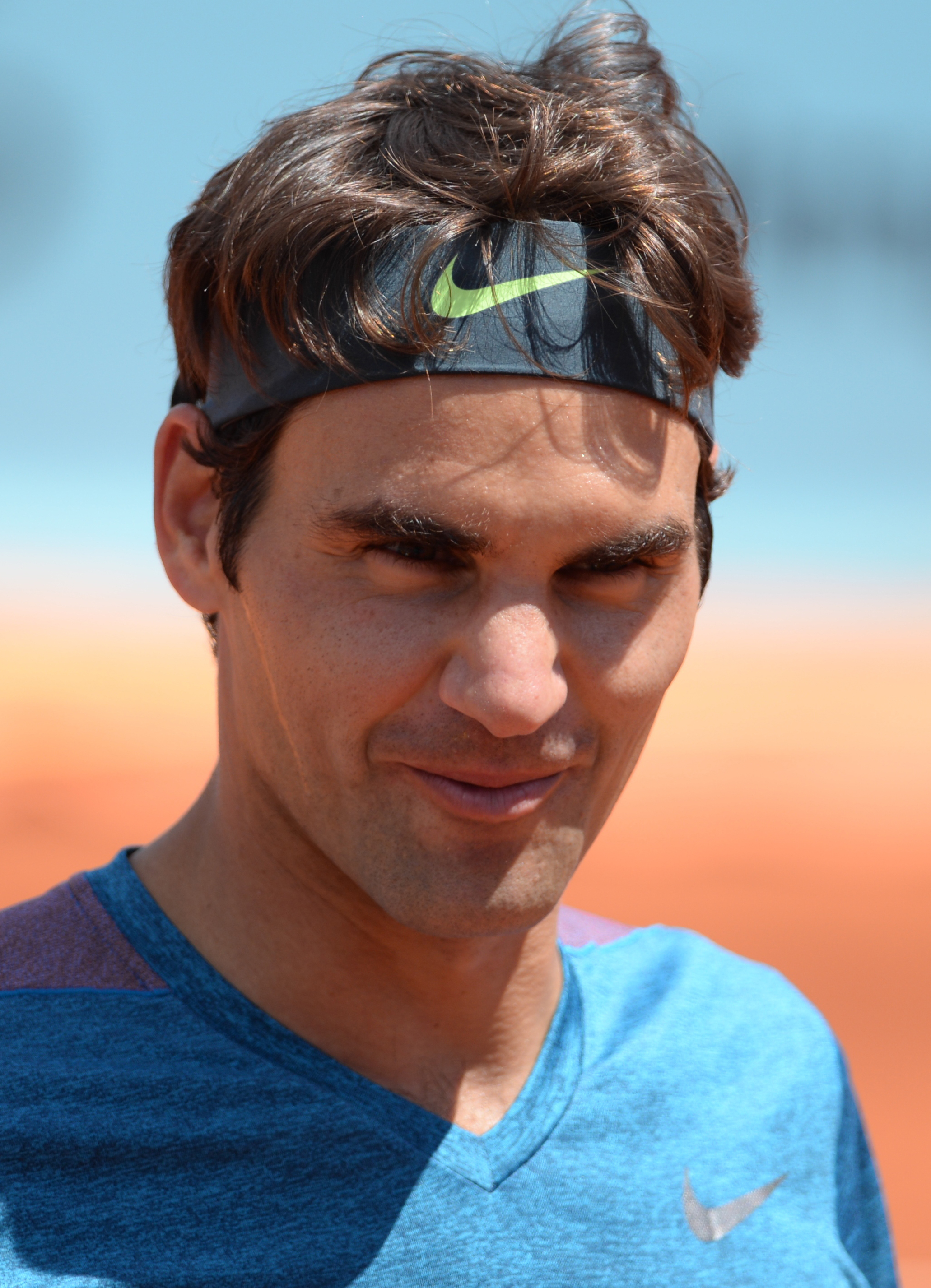
Роджер Федерер выиграл эту награду в 2017 году.

Звезда мирового спорта года по версии Би-би-си (англ. BBC World Sport Star of the Year), ранее Иностранный спортсмен года по версии Би-би-си (BBC Overseas Sports Personality of the Year) — награда, вручаемая на ежегодной церемонии BBC Sports Personality of the Year. Награда вручается не британским спортсменам, которые сделали наибольший вклад в спорт в этом году. Победитель определяется жюри, состоящим из 30 спортивных журналистов. Каждый член жюри выбирает двух спортсменов: первый выбор получает два очка, а второй — одно. Победителем становится набравший наибольшее количество очков. При равном количестве очков, победителем становится набравший больше первых выборов. Если и в этом случае ничья, то спортсмены объявляется сообладателями.
Впервые лучший иностранный спортсмен был выбран в 1960 году, через шесть лет после того, как BBC стало выбирать лучшего спортсмена года. Первым обладателем премии стал австралийский бегун на средние дистанции Херб Эллиот. С тех пор она была вручена 48 спортсменам. Швейцарский теннисист Роджер Федерер выигрывали эту награду четыре раза, а американский боксёр Мохаммед Али и ямайский спринтер Усэйн Болт — по три раза, австралийский гольфист Грег Норман — 2 раза. Трижды награду получало сразу два человека: Рон Кларк и Гари Плейер в 1965 году, Эйсебио и Гарфилд Соберс в 1966 году и Эвандер Холифилд и Майкл Джонсон в 1996 году. Дуэт Олег Протопопов и Людмила Белоусова являются единственной парой, получившей эту награду. Белоусова также стала первой женщиной, получившей эту награду, а также самой возрастной спортсменкой, получив её в возрасте 33 лет. Джордж Мур является самым возрастным обладателем награды среди мужчин, став иностранным спортсменом года в возрасте 44 лет. Самым молодым обладателем награды стала Надя Команечи, которая выиграла её в 1976 году в возрасте 16 лет. Среди мужчин самым молодым обладателем является Борис Беккер, который получил её в 1985 году в возрасте 18 лет.
Обладателями награды становились представители 26 разных стран мира и 14 спортивных дисциплин. Чаще других её получали представители США — 20 раз и теннисисты — 17. Обладателем награды в 2022 году стал футболист Лионель Месси.

## Победители
|   | Спортсмен            |
|   | Спортсменка          |
|   | Смешанная пара       |
| * | Сообладатели награды |

| Год   | Фото | Гражданство       | Победитель                        | Вид спорта       | Достижения в этом году | Прим.                |
| ----- | ---- | ----------------- | --------------------------------- | ---------------- | --- | -------------------- |
| 1960  |      | Австралия         | Херб Эллиот                       | Лёгкая атлетика  | Завоевал золотую медаль на Олимпийских играх 1960 года в беге на 1500 метров, установив мировой рекорд                                                                                                  | [ 7 ] [ 8 ]          |
| 1961  |      | СССР              | Валерий Брумель                   | Лёгкая атлетика  | Установил мировой рекорд в прыжках в высоту | [ 7 ] [ 9 ]          |
| 1962  |      | Канада            | Дональд Джексон                   | Фигурное катание | Первое место на чемпионате мира в Праге, где он впервые в истории фигурного катания исполнил тройной лутц                                                                                               | [ 7 ] [ 10 ]         |
| 1963  |      | Франция           | Жак Анкетиль                      | Велоспорт        | Выиграл Тур де Франс и Вуэльту Испании в общем зачёте | [ 7 ]                |
| 1964  |      | Эфиопия           | Абебе Бикила                      | Лёгкая атлетика  | Завоевал золотую медаль в марафонском беге на Олимпийских играх 1964 года в Токио, став первым в истории человеком, выигравшем два Олимпийских марафона подряд                                          | [ 7 ]                |
| 1965* |      | Австралия         | Рон Кларк                         | Лёгкая атлетика  | Установил 12 мировых рекордов. Стал первым человеком, пробежавшим 3 мили быстрее 13 минут и 10 000 метров быстрее 28 минут                                                                              | [ 11 ] [ 12 ]        |
| 1965* |      | ЮАР               | Гари Плейер                       | Гольф            | Выиграл открытый чемпионат США по гольфу. В возрасте 29 лет стал обладателем Большого шлема | [ 11 ] [ 13 ]        |
| 1966* |      | Португалия        | Эйсебио                           | Футбол           | Вместе с национальной сборной занял третье место на чемпионате мира по футболу, став лучшим бомбардиром чемпионата                                                                                      | [ 11 ]               |
| 1966* |      | Барбадос          | Гарфилд Соберс                    | Крикет           | Был капитаном крикетной команды Вест-Индии вместе с которой обыграл команду Англии. За пять игр сделал 722 рана                                                                                         | [ 11 ] [ 14 ]        |
| 1967  |      | Австралия         | Джордж Мур                        | Скачки           | Выиграл три классические британские гонки 1000 Guineas, 2000 Guineas и Epsom Derby | [ 7 ] [ 15 ]         |
| 1968‡ |      | СССР              | Олег Протопопов Людмила Белоусова | Фигурное катание | Завоевали золотые медали на Олимпийских играх, чемпионате мира и чемпионате Европы | [ 7 ] [ 16 ]         |
| 1969  |      | Австралия         | Род Лейвер                        | Теннис           | Выиграл все 4 турнира Большого шлема: Чемпионат Австралии, США, Уимблдонский турнир и Ролан Гаросс | [ 17 ] [ 18 ]        |
| 1970  |      | Бразилия          | Пеле                              | Футбол           | Вместе со сборной Бразилии по футболу выиграл чемпионат мира | [ 7 ]                |
| 1971  |      | США               | Ли Тревино                        | Гольф            | Выиграл открытые чемпионаты США, Канады и Великобритании по гольфу, став первым в истории игроком, кому удалось выиграть эти три турнира в один год                                                     | [ 19 ] [ 20 ]        |
| 1972  |      | СССР              | Ольга Корбут                      | Гимнастика       | Завоевала три золотых и одну серебряную медаль на Олимпийских играх 1972 года | [ 21 ] [ 22 ]        |
| 1973  |      | США               | Мохаммед Али                      | Бокс             | Стал чемпионом NABF в тяжёлом весе | [ 4 ]                |
| 1974  |      | США               | Мохаммед Али (2)                  | Бокс             | Стал чемпионом мира в тяжёлом весе по версиям WBC и WBA | [ 4 ]                |
| 1975  |      | США               | Артур Эш                          | Теннис           | Стал победителем Уимблдонского турнира | [ 23 ] [ 24 ]        |
| 1976  |      | Румыния           | Надя Команечи                     | Гимнастика       | Завоевала три золотых и одну серебряную медаль на Олимпийских играх 1976 года | [ 25 ] [ 26 ]        |
| 1977  |      | Австрия           | Ники Лауда                        | Формула 1        | Стал чемпионом мира в гонках Формулы 1 | [ 27 ] [ 28 ]        |
| 1978  |      | США               | Мохаммед Али (3)                  | Бокс             | Стал чемпионом мира в тяжёлом весе по версии WBA | [ 4 ]                |
| 1979  |      | Швеция            | Бьорн Борг                        | Теннис           | Выиграл открытый чемпионат Франции по теннису и Уимблдонский турнир | [ 29 ] [ 30 ]        |
| 1980  |      | США               | Джек Никлаус                      | Гольф            | Выиграл открытый чемпиона США по гольфу | [ 31 ] [ 32 ]        |
| 1981  |      | США               | Крис Эверт                        | Теннис           | Выиграла Уимблдонский турнир | [ 33 ] [ 34 ]        |
| 1982  |      | США               | Джимми Коннорс                    | Теннис           | Выиграл открытый чемпионат США по теннису и Уимблдонский турнир | [ 35 ] [ 36 ]        |
| 1983  |      | США               | Карл Льюис                        | Лёгкая атлетика  | Завоевал три золотых медали на чемпионате мира по лёгкой атлетике (в беге на 100 м, 4×100 м и в прыжках в длину), вместе с партнерами установив рекорд мира в эстафете 4×100 метров                     | [ 37 ] [ 38 ] [ 39 ] |
| 1984  |      | Испания           | Северьяно Бальестерос             | Гольф            | Выиграл открытый чемпионат США по гольфу | [ 40 ] [ 41 ]        |
| 1985  |      | Германия          | Борис Беккер                      | Теннис           | Стал первым не сеяным теннисистом в истории, выигравшем Уимблдонский турнир | [ 11 ] [ 42 ]        |
| 1986  |      | Австралия         | Грег Норман                       | Гольф            | Играл в финальных турнирах всех четырёх турниров Большого шлема. Победитель открытого чемпионата США по гольфу                                                                                          | [ 43 ] [ 44 ]        |
| 1987  |      | США               | Мартина Навратилова               | Теннис           | Выиграла Уимблдонский турнир и открытый чемпионат США по теннису | [ 45 ] [ 46 ]        |
| 1988  |      | Германия          | Штеффи Граф                       | Теннис           | Выиграла все 4 турнира Большого шлема и завоевала две золотые медали на Олимпийских играх 1998 года в одиночном и парном разрядах                                                                       | [ 47 ]               |
| 1989  |      | США               | Майк Тайсон                       | Бокс             | Дважды защитил титулы чемпиона мира в тяжёлом весе по версиям WBC, WBA и IBF | [ 48 ] [ 49 ]        |
| 1990  |      | Австралия         | Мэл Мэнинга                       | Регбилиг         | Привёл команду «Канберра Райдерс» к чемпионскому титулу в регбийной лиге Нового Южного Уэльса, став самым результативным игроком чемпионата                                                             | [ 7 ] [ 50 ]         |
| 1991  |      | США               | Майк Пауэлл                       | Лёгкая атлетика  | Завоевал золотую медаль в прыжках в длину на чемпионате мира 1991 года в Токио, побив мировой рекорд, который продержался 23 года                                                                       | [ 7 ]                |
| 1992  |      | США               | Андре Агасси                      | Теннис           | Стал победителем Уимблдонского турнира, а в августе занял первое место в рейтинге теннисистов | [ 51 ]               |
| 1993  |      | Австралия         | Грег Норман (2)                   | Гольф            | Выиграл открытый чемпионат Великобритании по гольфу и занял второе место на открытом чемпионате США | [ 52 ]               |
| 1994  |      | Тринидад и Тобаго | Брайан Лара                       | Крикет           | Впервые в истории турниров первого класса смог продержаться 501 иннинг | [ 43 ]               |
| 1995  |      | Новая Зеландия    | Джона Лому                        | Регби-15         | Во время чемпионата мира по регби 1995 года сделал 7 попыток, включая четыре в полуфинальной игре против команды Англии                                                                                 | [ 53 ]               |
| 1996* |      | США               | Эвандер Холифилд                  | Бокс             | Победив Майка Тайсона, стал чемпионом мира в тяжёлом весе по версии WBA | [ 54 ] [ 55 ]        |
| 1996* |      | США               | Майкл Джонсон                     | Лёгкая атлетика  | Завоевал 2 золотые медали на Олимпийских играх в Атланте в беге на 200 и 400 метров, став первым спортсменом, кому удалось это достижение. Установил рекорд в беге на 200 метров                        | [ 54 ] [ 56 ]        |
| 1997  |      | Швейцария         | Мартина Хингис                    | Теннис           | Выиграла три турнира Большого шлема: открытый чемпионат Австралии, открытый чемпионат США и Уимблдонский турнир                                                                                         | [ 43 ] [ 57 ]        |
| 1998  |      | США               | Марк О'Мира                       | Гольф            | Выиграл открытый чемпионат Великобритании по гольфу и Мастерс | [ 58 ] [ 59 ]        |
| 1999  |      | США               | Морис Грин                        | Лёгкая атлетика  | Завоевал три золотые медали на чемпионате мира, установил мировой рекорд в беге на 100 метров | [ 60 ] [ 61 ]        |
| 2000  |      | США               | Тайгер Вудс                       | Гольф            | Выиграл три из четырёх турниров Большого шлема в году. Стал самым молодым гольфистом в истории, выигравшем все турниры Большого шлема в карьере                                                         | [ 62 ] [ 63 ]        |
| 2001  |      | Хорватия          | Горан Иванишевич                  | Теннис           | Победитель Уимблдонского турнира в одиночном разряде (единственный победитель в истории, попавший в основную сетку благодаря уайлд-кард от организаторов)                                               | [ 64 ] [ 65 ]        |
| 2002  |      | Бразилия          | Роналдо                           | Футбол           | Вместе с национальной сборной Бразилии по футболу завоевал золотую медаль на чемпионате мира, став лучшим бомбардиром турнира                                                                           | [ 66 ]               |
| 2003  |      | США               | Лэнс Армстронг                    | Велоспорт        | Стал победителем Тур де Франс в общем зачёте пятый раз подряд | [ 67 ]               |
| 2004  |      | Швейцария         | Роджер Федерер                    | Теннис           | Выиграл три турнира Большого шлема: открытый чемпионат Австралии, Уимблдонский турнир и открытый чемпионат США по теннису                                                                               | [ 68 ] [ 69 ]        |
| 2005  |      | Австралия         | Шейн Уорн                         | Крикет           | Стал первым в истории боулером, сделавшим 600 точных бросков в карьере. Также установил рекорд точных бросков за один календарный год — 96                                                              | [ 70 ]               |
| 2006  |      | Швейцария         | Роджер Федерер (2)                | Теннис           | Выиграл три турнира Большого шлема: открытый чемпионат Австралии, Уимблдонский турнир и открытый чемпионат США по теннису                                                                               | [ 69 ] [ 71 ]        |
| 2007  |      | Швейцария         | Роджер Федерер (3)                | Теннис           | Выиграл три турнира Большого шлема: открытый чемпионат Австралии, Уимблдонский турнир и открытый чемпионат США по теннису                                                                               | [ 69 ] [ 72 ]        |
| 2008  |      | Ямайка            | Усэйн Болт                        | Лёгкая атлетика  | Завоевал три золотые медали на Олимпийских играх в Пекине, установив мировые рекорды в беге на 100 и 200 метров, а также вместе с партнерами в эстафете 4×100 метров                                    | [ 73 ]               |
| 2009  |      | Ямайка            | Усэйн Болт (2)                    | Лёгкая атлетика  | Завоевал три золотые медали на чемпионате мира в Берлине, установив мировые рекорды в беге на 100 и 200 метров                                                                                          | [ 73 ]               |
| 2010  |      | Испания           | Рафаэль Надаль                    | Теннис           | Выиграл три турнира Большого шлема: открытый чемпионат Франции, Уимблдонский турнир и открытый чемпионат США по теннису                                                                                 | [ 74 ] [ 75 ]        |
| 2011  |      | Сербия            | Новак Джокович                    | Теннис           | Выиграл три турнира Большого шлема: открытый чемпионат Австралии, Уимблдонский турнир и открытый чемпионат США по теннису                                                                               | [ 76 ]               |
| 2012  |      | Ямайка            | Усэйн Болт                        | Лёгкая атлетика  | Завоевал три золотые медали на Олимпийских играх в Лондоне в беге на 100 и 200 метров, а также вместе с партнерами в эстафете 4×100 метров                                                              | [ 77 ]               |
| 2013  |      | Германия          | Себастьян Феттель                 | Формула 1        | Стал чемпионам мира в гонках Формулы 1, выиграв 13 этапов в сезоне | [ 78 ]               |
| 2014  |      | Португалия        | Криштиану Роналду                 | Футбол           | Стал победителем Лиги чемпионов в составе «Реала», забив 17 голов и установив рекорд соревнования | [ 79 ]               |
| 2015  |      | Новая Зеландия    | Дэн Картер                        | Регби            | В составе сборной Новой Зеландии по регби стал чемпионом мира, забив в финальном матче решающий гол | [ 80 ]               |
| 2016  |      | США               | Симона Байлз                      | Гимнастика       | В составе сборной США по спортивной гимнастике выиграла пять медалей на Олимпийских игр в Рио-де-Жанейро, четыре из которых — золотые                                                                   | [ 81 ]               |
| 2017  |      | Швейцария         | Роджер Федерер (4)                | Теннис           | Выиграл два турнира Большого шлема: открытый чемпионат Австралии и Уимблдонский турнир | [ 82 ]               |
| 2018  |      | Италия            | Франческо Молинари                | Гольф            | Выиграл Открытый чемпионат Великобритании, в составе сборной Европы одержал победу в Кубке Райдера | [ 83 ]               |
| 2019  |      | Кения             | Элиуд Кипчоге                     | Лёгкая атлетика  | В рамках проекта Ineos 1:59 Challenge пробежал марафон в Вене с результатом 1:59:40 и стал первым в мире человеком, пробежавшим марафон меньше чем за 2 часа                                            | [ 84 ]               |
| 2020  |      | Россия            | Хабиб Нурмагомедов                | MMA              | Защитил титул чемпиона в лёгком весе UFC в ходе соревнования UFC 254, победив 24 октября Джастина Гейджи. По окончании боя объявил о завершении карьеры в MMA. Первый боец MMA, удостоенный этого приза | [ 85 ] [ 86 ]        |
| 2021  |      | Ирландия          | Рейчел Блейкмор                   | Конные скачки    | Первая в истории женщина-жокей, выигравшая скачки Grand National | [ 87 ]               |
| 2022  |      | Аргентина         | Лионель Месси                     | Футбол           | Стал чемпионом мира по футболу в составе сборной Аргентины, став лучшим игроком турнира | [ 1 ]                |
| 2023  |      | Норвегия          | Эрлинг Холанн                     | Футбол           | | [ 88 ]               |

## Победители по странам
| Гражданство       | Количество побед |
| ----------------- | ---------------- |
| США               | 19               |
| Австралия         | 8                |
| Швейцария         | 5                |
| Германия          | 3                |
| Ямайка            | 3                |
| СССР              | 3                |
| Бразилия          | 2                |
| Испания           | 2                |
| Португалия        | 2                |
| Новая Зеландия    | 2                |
| Австрия           | 1                |
| Аргентина         | 1                |
| Барбадос          | 1                |
| Ирландия          | 1                |
| Италия            | 1                |
| Канада            | 1                |
| Кения             | 1                |
| Норвегия          | 1                |
| Россия            | 1                |
| Румыния           | 1                |
| Сербия            | 1                |
| Швеция            | 1                |
| Тринидад и Тобаго | 1                |
| Франция           | 1                |
| Хорватия          | 1                |
| Эфиопия           | 1                |
| ЮАР               | 1                |

## Победители по видам спорта
| Спортивная дисциплина | Количество побед |
| --------------------- | ---------------- |
| Теннис                | 17               |
| Лёгкая атлетика       | 12               |
| Гольф                 | 8                |
| Бокс                  | 5                |
| Футбол                | 6                |
| Крикет                | 3                |
| Гимнастика            | 3                |
| Скачки                | 2                |
| Фигурное катание      | 2                |
| Формула 1             | 2                |
| Регби-15              | 2                |
| Велоспорт             | 1 2              |
| Регбилиг              | 1                |
| ММА                   | 1                |